# 소사본동
소사본동(素砂本洞)은 대한민국 경기도 부천시 소사구에 위치한 법정동이자 행정동이다.

## 인구
2010년 소사본동의 인구는 63,059명이고 이중 남자는 31,681명, 여자는 31,378명으로 남여 인구의 비율이 거의 비슷하여 성비는 101.0이다. 14세 이하의 유소년 인구의 비율은 14.7%로 부천시 평균 15.8%보다 낮고 노년 인구 비율은 8.0%이고, 가장 인구가 많은 연령대는 50~54세이다.

## 연혁
- 조선시대 말기 부평군 옥산면 소사리
- 1914년 부천군 계남면 소사리
- 1931년 부천군 계남면에서 소사면으로 개칭
- 1941년 소사면이 소사읍으로 승격
- 1973년 7월 1일 부천시 승격으로 소사동으로 개칭
- 1982년 9월 1일 소사동을 소사1동, 소사2동으로 분동
- 1985년 11월 15일 소사3동을 소사1동에서 분동
- 1988년 1월 1일 행정구 설치에 따라 남구(현 소사구)로 편제
- 1993년 2월 1일 소사2동 중 경인선 북쪽 지역을 원미구 소사동으로 분리·이관. 소사1,2,3동을 각각 소사본1동, 소사본2동, 소사본3동으로 동명 변경
- 2012년 1월 1일 소사본1동과 소사본2동을 소사본동으로 합동[2]
- 2016년 7월 4일 소사구 폐지[3]
- 2019년 7월 1일 부천시 소사본동, 소사본3동을 소사본동(광역동 전환, 종전 소사본동 행정복지센터)으로 통합
- 2024년 1월 1일 소사구 재설치 및 소사본1동(종전 소사본3동) 분동

## 법정동
- 소사본동

## 교육
- 부원초등학교
- 소안초등학교
- 소일초등학교
- 복사초등학교
- 소사초등학교
- 소사중학교
- 부일중학교
- 소사고등학교
- 진영정보공업고등학교
- 서울신학대학교

## 아파트
| 단지명                | 건설사                         | 시행사       | 주소              | 입주        | 비고                                    |
| --------------------- | ------------------------------ | ------------ | ----------------- | ----------- | --------------------------------------- |
| 소사주공 1단지        | 삼익㈜ 화인건설㈜              | 대한주택공사 |                   | 1995년 11월 |                                         |
| 소사주공 2단지        | 진흥기업                       | 대한주택공사 | 은성로 110-1      | 2006년 6월  | 국민임대                                |
| 소사주공 3단지        | 양우건설                       | 대한주택공사 | 소사동로 98       | 2006년 6월  |                                         |
| 소새울역 중흥S-클래스 | 온빛건설㈜ 중흥건설 신동아건설 | 대한주택공사 | 소사동로72번길 32 | 2006년 6월  | '소사주공 뜨란채 4단지'에서 단지명 변경 |

## 교통
- ● 수도권 전철 1호선
  - 소사역
- ● 신안산선
  - 소사역
  - 소새울역

## 공원
- 산새공원
- 생활체육공원
- 소사대공원

## 같이 보기
- 소사동